# Biju Janata Dal

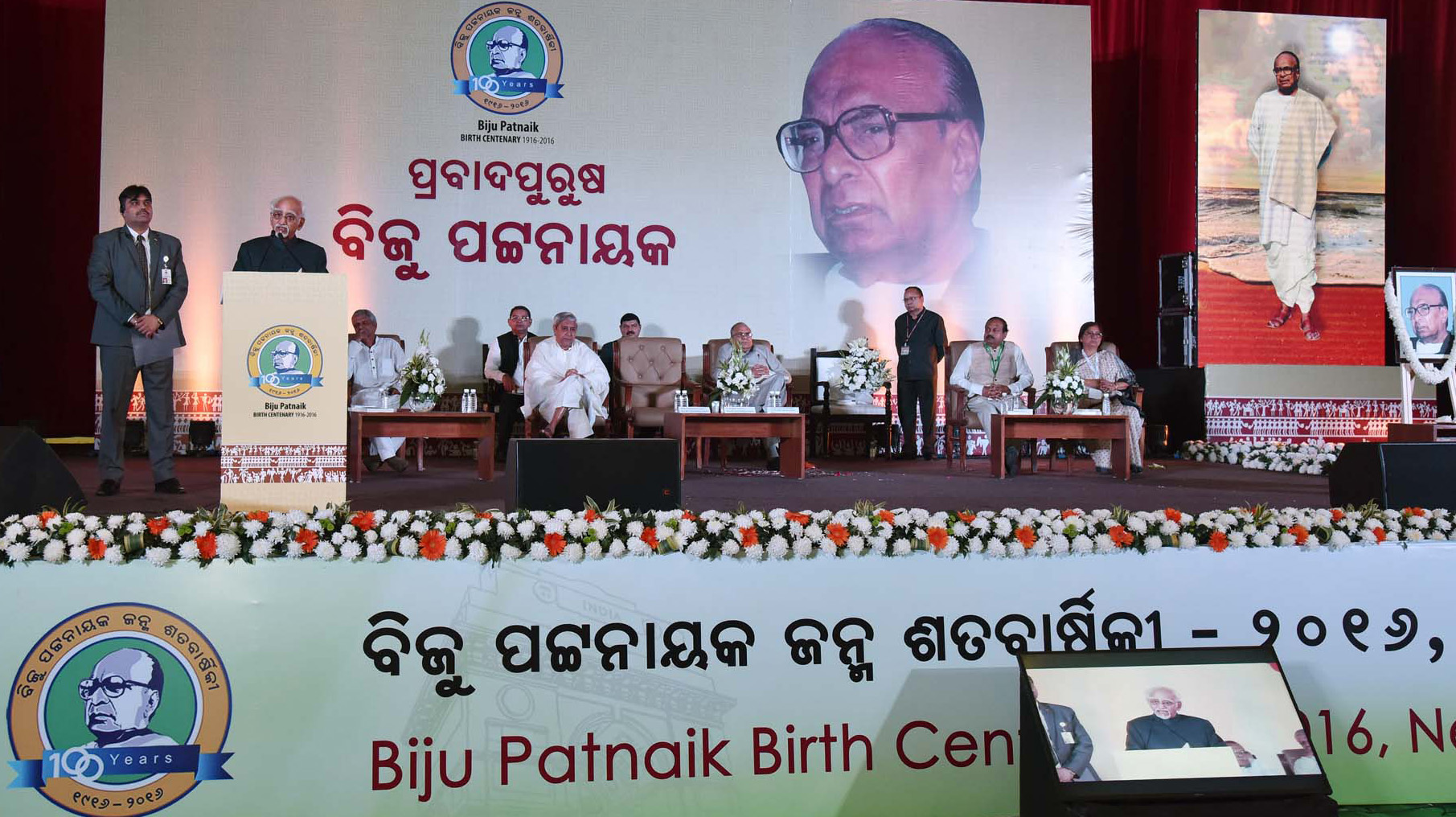
Minneshögtid för Biju Patnaik, Naveen Patnaiks far, organiserad av BJD 2016.

Biju Janata Dal (på oriya ବିଜୁ ଜନତା ଦଳ, förkortat BJD) är ett indiskt politiskt parti i delstaten Odisha, ingående i National Democratic Alliance. BJD bildades som en utbrytning ur Janata Dal 1997. BJD vann delstatsvalet 2004, och leder delstatsregeringen i Odisha.

## Valet
BJD avgick från en allians med Bharatiya Janata Party (BJP) 2009 på grund av friktionen gällande BJP:s hindunationalism. BJD:s ledare Naveen Patnaik har varken samarbetat med BJP eller Kongresspartiet utan har hållit avstånd från båda.
I parlamentsvalet 2019 valdes det rekordmånga (42 %) kvinnor till Lok Sabha.

## Ideologi och ställningar
Enligt partiet självt finns det ingen viss ideologi som det följer utan BJD försöker förbättra livskvaliteten för alla de utsatta i Odisha och hela Indien.
I sitt valprogram 2019 stod partiet för bl.a.:
- Ett räntefritt lån för jordbrukare upp till 100 000 rupier
- En stödpaket för att täcka hemgift av 25 000 rupier för att hjälpa de allra fattigaste familjer
- Gratis wifi-nätverk till alla campus i delstatens högskolor
- Räntereduktion till kvinnliga företagare